# Francesco Filippini
Francesco Filippini (Brescia, 18 de setembre de 1853 - Milà, 6 de març de 1895) va ser un pintor italià, fundador de l'Impressionisme italià i de la pintura a l'aire lliure en aquest país. Francesco Filippini és considerat un dels paisatgistes més importants del segle xx.

## Museus
Les obres de Francesco Filippini s'exhibeixen en diversos museus, entre els quals: la Pinacoteca di Brera (Il Maglio, La strigliatura della canapa), la Galleria d'arte moderna de Milà (La gran Marina), l'Accademia di belle arti di Brera (Mattino di novembre a Ligurno), els Musei Civici di Arte e Storia di Brescia (Véspero, Gregge, Sosta, Véspero in Valtrompia), el Museo di Santa Giulia de Brescia, el Museu Galleria d'arte moderna Ricci Oddi de Piacenza (Ritorno a Pascolo, Pecore tosate, Tramonto), les colleccions d'art de la Fondazione Cariplo i la Galleria d'arte moderna de Novara.

## Mercat de l'Art
En una subhasta de Sotheby’s Milano en el 2007, l'obra Ai piedi del ghiacciaio (Al peu de la glacera, 1875) de Francesco Filippini, un oli sobre tela, es va vendre per 102.250 euros. El 2008, les obres de Filippini van ser venudes al mercat de col·leccionistes particulars per un total de 350.000 euros. Les pintures més valorades i buscades solien ser aquelles que representaven pagesos, pastors, muntanyes i turons.
Francesco Filippini, a causa de la seva importància i els preus excepcionals dels seus quadres, és, juntament amb Mario Schifano, un dels pintors italians més falsificats. S'estima que més del 30 per cent de les obres atribuïdes a Filippini són falsificacions realitzades per «copistes» qualificats des de 1930. Tot i que les autèntiques porten la seva signatura, rarament inclouen dates. Malgrat això, els experts poden identificar fàcilment una obra falsa de Filippini, gràcies a la seva consistent tècnica. Les seves pintures, fins i tot en petites dimensions, mostren la seva distintiva línia llarga. Les obres originals d’aquest fundador del moviment filipinista, que va marcar l’impressionisme italià oposat al francès, són rares. Als mercats internacionals, les valoracions poden superar els 2 milions d’euros entre apassionats col·leccionistes privats.

## Filipinisme
El filipinisme també conegut com a «impressionisme italià» va ser un moviment cultura i artístic italià nascut a partir de 1879, que va tenir el seu epicentre a Milà per després expandir-se a Brescia i per tot Itàlia. Va prendre el nom de Francesco Filippini, que després d'un període d'investigació i comparació amb el seu amic Claude Monet a París, va tornar a Itàlia. En una època d'impressionisme tardà respon a l'impressionisme francès de Monet i Manet d'una manera molt significativa, molt més profunda i menys comercial. Va influir en molts pintors de la seva època, sobretot —però no només— de la Llombardia, al nord d'Itàlia, a diferència de la Scapigliatura, i seguirà influint en molts pintors, escultors i artistes fins i tot durant molt de temps després de la mort de Filippini, entre aquests hi ha Bortolo Schermini, Eugenio Amus, Carlo Manziana, Francesco Rovetta, Paolo Troubetzkoy, Carlotta Sacchetti, Arnaldo Zuccari, Carlo Manziana.